# Maren Schwerdtner
Maren Schwerdtner (* 3. Oktober 1985 in Hannover) ist eine deutsche Siebenkämpferin.
Bei den Europameisterschaften 2010 in Barcelona belegte sie mit einer neuen persönlichen Bestleistung von 6167 Punkten den neunten Platz. Bei den Deutschen Leichtathletik-Hallenmeisterschaften 2012 wurde sie mit 4318 Punkten in Dortmund Deutsche Meisterin im Fünfkampf.